# جيف ستيوارت (ممثل)
جيف ستيوارت (بالإنجليزية: Jeff Stewart)‏ هو ممثل بريطاني، ولد في 28 أكتوبر 1955 في المملكة المتحدة.

## أعمال

### مسلسلات
- ذا بيل

## وصلات خارجية
- جيف ستيوارت على موقع IMDb (الإنجليزية)
- جيف ستيوارت على موقع قاعدة بيانات الفيلم (الإنجليزية)